# Paraneoplastiskt syndrom
Paraneoplastiskt syndrom (PS) är när cancer ger symptom som inte direkt kan förklaras med cancertumörens utbredning i en viss vävnad, utan som istället orsakas av hormoner, cytokiner eller en immunreaktion som i sin tur beror på cancern. Paraneoplastiskt syndrom är särskilt vanliga i samband med lungcancer, bröstcancer, ovarialcancer, lymfom och maligna tumörer i endokrina organ, men kan förekomma vid alla slags cancersjukdomar.
En malign tumör, i synnerhet olika carcinom, ger ofta upphov till generella symtom av allvarlig natur, där det mest kända är en extrem avmagring. Dessa fenomen beror på att tumörcellspopulationen producerar aktiva substanser vilka påverkar ämnesomsättningen och saltbalansen i kroppen. Vidare dör ofta de centralt belägna delarna i tumören och toxiska substanser frisätts till cirkulation. Ett annat exempel är att lungcancer ibland ger upphov till hyperkalcemi, det vill säga ökad mängd kalcium i blodet. Hyperkalcemi är ett paraneoplastiskt syndrom som beror på att de cancerdrabbade områdena i lungan ger ifrån sig ett hormon som lurar kroppen till att höja blodets kalciumnivå.